# Gröpeln (Schiff)
Die Gröpeln war eine Fähre auf der Unterweser. Benannt war sie nach dem Bremer Stadtteil Gröpelingen (Bremer Dialekt Gröpeln). Das Schiff wurde 1982 nach Nicaragua verschenkt und ist dort 2010 abgebrochen worden.

## Geschichte

### Nordmark
Die Fähre wurde 1939 auf einer Werft in Wischhafen gebaut und kam anschließend als Nordmark bei der Elbfähre Glückstadt–Wischhafen zum Einsatz.
Anfang der 1950er Jahre nahm der Fährverkehr über die Weser zwischen Bremen und Niedersachsen auf der Strecke Vegesack ↔ Lemwerder ständig zu. Aus diesem Grund wurde die Nordmark im Oktober 1953 vom Fährmann Wilhelm Niekamp gechartert und bei Abeking & Rasmussen für den Transport von bis zu vier Personenkraftwagen umgebaut: Das Schiff erhielt an beiden Seiten Verladerampen und das Ruderhaus wurde nach achtern verlegt. Im Januar 1954 hat die Nordmark den regulären Fährbetrieb aufgenommen. Sie konnte pro Fahrt 199 Personen und vier PKW transportieren, Fahrzeuge über zwei Tonnen Gewicht mussten mit der Fähre Stedingen übergesetzt werden. Beide Fähren beförderten 1954 knapp zwei Millionen Personen, rund 650.000 Fahrräder, Motorräder und PKW sowie rund 110.000 Lastkraftwagen und Pferdefuhrwerke. 1957 wurde die Nordmark durch die größere Wesermarsch I mit einer Beförderungskapazität von 25 PKW ersetzt.

### Gröpeln
Die Gröpeln am Anleger Lankenau, 1958

Fotograf: unbekannt (Archivbestand der Geschichtswerkstatt Gröpelingen e. V.)

Aufnahmedatum: 1958

(Bitte Urheberrechte beachten)
Eine Fährverbindung zwischen dem Dorf Lankenau auf der linken Weserseite und Gröpelingen bestand bereits seit Ende des 18. Jahrhunderts. Sie wurde außer von links der Weser wohnenden Berufspendlern vor allem von Ausflüglern und Badegästen aus Bremen bzw. dem Bremer Westen genutzt: „Gastwirtschaft, Familienbad, Schiffsanleger und Fährstation lockten seit eh und je die Bremer an“. Ab 1900 wurde ein Dampfschiff eingesetzt und ab Ende 1929 verkehrten zwei Motorschiffe, die auf der Gröpelinger Seite den Schiffsanleger bei der Getreideverkehrsanlage und weitere Stationen bedienten. Nach dem Zweiten Weltkrieg wurde die Fährverbindung zunächst stillgelegt, 1946 wieder freigegeben und 1957 von der Stadt Bremen übernommen.
Als Ersatz für die Adler, die nur 100 Personen befördern konnte, erwarb das Bremer Hafenamt im Frühjahr 1957 die in Lemwerder nicht mehr benötigte Nordmark und setzte sie ab Juni 1957 auf der Fährverbindung zwischen Gröpelingen und dem Sandstrand von Lankenau ein. Der neue Name Gröpeln ging aus Vorschlägen der Bevölkerung hervor, zu denen der Leitende Regierungsdirektor Heinrich Maas von der Behörde des Senators für Häfen, Schiffahrt und Verkehr aufgerufen hatte. Während des Umbaus der Fähre Vegesack (ex-Wesermarsch I) zu einer Doppelendfähre wurde die Gröpeln Ende 1957 vorübergehend wieder auf der Strecke Vegesack ↔ Lemwerder eingesetzt.
Nach dem Bau des 1964 fertiggestellten Neustädter Hafens, dem außer mehreren Lankenauer Ortsteilen auch das beliebte Ausflugslokal Fährhaus Lankenau zum Opfer fielen, ging der Ausflugsverkehr stark zurück. Im Berufsverkehr beförderte die Gröpeln vor allem Arbeiter der AG Weser und bediente außer Lankenau nun auch Stationen in Rablinghausen und Woltmershausen. Einen vorübergehenden Aufschwung erfuhr der Haltepunkt der Gröpeln am Lankenauer Höft, als dort 1977 ein neu errichtetes Ausflugsrestaurant eröffnet wurde. Nachdem die Gröpeln zwischenzeitlich auch in Blumenthal eingesetzt worden war, wurde sie 1981 außer Betrieb gestellt.

## Verbleib
Als Zeichen der internationalen Solidarität wurde die Gröpeln 1982 vom Bremer Hafensenator Oswald Brinkmann und im Auftrag des Deutschen Gewerkschaftsbunds nach Nicaragua verschenkt. Sie sollte als Versorgungsschiff für die Inselgruppe Solentiname im südlichen Nicaraguasee, der Heimat des sandinistischen Befreiungskämpfers Ernesto Cardenal, eingesetzt werden. Die Gröpeln wurde auf das von Hapag-Lloyd gecharterte Egon-Oldendorff-Stückgutschiff Globe Trader verladen und Ende August 1982 auf der Reede vor Bluefields an eine nicaraguanische Besatzung übergeben. Der weitere Weg zum Nicaraguasee führte über den Río San Juan, der vor der Eröffnung des Panamakanals die schnellste Verbindung zwischen Karibik und Pazifik war. Die Überführungsfahrt wurde von einem Beauftragten des Bremer Hafenbauamtes und einem Kamerateam begleitet. Das Schiff lief mehrmals wegen zu niedriger Wasserstände auf Grund und wurde am 3. Mai 1983 von Söldnertruppen des Ex-Sandinisten Edén Pastora Gómez mit Panzerfäusten und Granatwerfern manövrierunfähig geschossen. 1986 unternahm der Fotograf Markus Bibelriether eine Reise zu den Ufern des Río San Juan und machte auch Fotos von der Gröpeln, die inzwischen weiter flussaufwärts in flaches Gewässer gegenüber der Festung Castillo de la Inmaculada Concepción verbracht worden war. 1987 besuchte der stellvertretende Bürgermeister von Bremen, Henning Scherf, das Schiff; der Besuch wurde in Peter Scholl-Latours ZDF-Beitrag Hier ergibt sich keiner dokumentiert. In El Castillo konnte die Gröpeln mit Hilfe von Medico international, bremischen Behörden und der „Nicaragua-Solidarität des DGB Bremen“ vollständig repariert und mit einem neuen Anstrich versehen werden. Sie erreichte im Oktober 1988 mit eigener Motorkraft San Carlos am südlichen Nicaraguasee und diente u. a. bei einem Hurrikan als Evakuierungsschiff für die dortige Bevölkerung. Das Schiff wurde danach im Auftrag der nationalen Hafenbehörde Empresa Portuaria Nacional zur Werft El Diamante bei Granada gefahren, um einen provisorisch behobenen Unterwasserschaden endgültig reparieren zu lassen und einen eventuellen Umbau vorzunehmen. Entgegen dieser Absicht wurde die Gröpeln 2010 an den Werftbesitzer verkauft und von diesem abgewrackt. Hintergrund waren die jahrelange Untätigkeit der nicaraguanischen Behörden nach dem Regierungswechsel 1990, Besitzansprüche von verschiedenen Seiten und die Tatsache, dass inzwischen zwei Schiffe aus Schweden die ursprüngliche Aufgabe der Gröpeln übernommen hatten.